# Phyllanthus apiculatus
Phyllanthus apiculatus är en emblikaväxtart som beskrevs av Elmer Drew Merrill. Phyllanthus apiculatus ingår i släktet Phyllanthus och familjen emblikaväxter.
Artens utbredningsområde är Filippinerna. Inga underarter finns listade i Catalogue of Life.